# Semettschino (Pensa)
Semettschino (russisch Земе́тчино) ist eine Siedlung städtischen Typs in der Oblast Pensa (Russland) mit 10.772 Einwohnern (Stand 14. Oktober 2010).

## Geographie

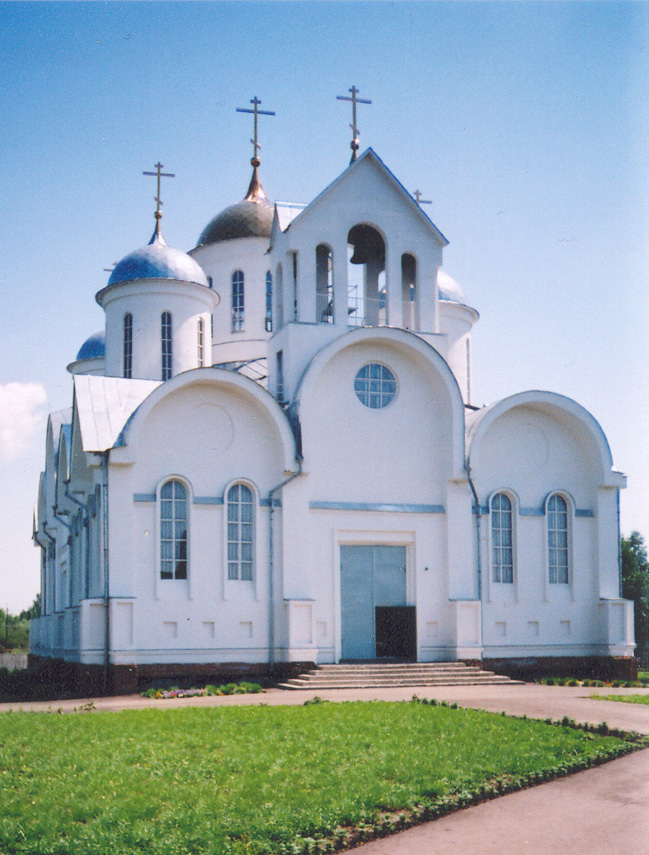
Christi-Geburts-Kirche

Die Siedlung liegt gut 160 km Luftlinie westnordwestlich des Oblastverwaltungszentrums Pensa an der Mündung der Maschnja in die Wyscha, einen rechten Nebenfluss der Zna.
Semettschino ist Verwaltungszentrum des Rajons Semettschinski. Die Siedlung ist auch Verwaltungssitz einer gleichnamigen Stadtgemeinde (gorodskoje posselenije), zu der weiterhin die drei Dörfer Grafinino (etwa 5 km südöstlich der Ortsmitte), Naryschkino (gut 8 km südsüdwestlich) und Smirnowskoje (4 km südöstlich) gehören.

## Geschichte
Der Ort wurde erstmals 1684 als Dorf Roschdestwenskoje erwähnt, 1722 unter seinem heutigen Namen, der möglicherweise von der alten Bezeichnung semez für Wildhonigsammler abgeleitet ist. Die Entwicklung des Dorfes wurde durch seine Lage am Kerensker Trakt begünstigt, einer Handelsstraße, die in die bis ins 19. Jahrhundert regional bedeutsame Stadt Kerensk (heute Dorf Wadinsk) führte.
Bedeutsam war auch der Anschluss an das Eisenbahnnetz mit der Eröffnung der Strecke Kustarjowka – Wernadowka 1893.
1928 wurde der Ort Zentrum eines neu geschaffenen Rajons, 1938 erhielt er den Status einer Siedlung städtischen Typs.

### Bevölkerungsentwicklung
| Jahr | Einwohner |
| ---- | --------- |
| 1926 | 5.342     |
| 1939 | 9.312     |
| 1959 | 11.720    |
| 1970 | 11.200    |
| 1979 | 11.156    |
| 1989 | 11.876    |
| 2002 | 12.088    |
| 2010 | 10.773    |

Anmerkung: Volkszählungsdaten

## Sehenswürdigkeiten
Zu den Baudenkmälern von Semettschino zählen das Ensemble der Zuckerfabrik aus den Jahren 1850–1913 mit den Gebäuden des Klubs und der Fabrikschule sowie ein Landsitzkomplex mit Ziegel- und Holzgebäuden und Park aus dem 19. Jahrhundert am linken Ufer des Flüsschens Rajewka. In einem Gebäude der früheren Zuckerfabrik ist seit 1995 das Heimatmuseum des Rajons untergebracht.
Zwischen 1994 und 2005 wurde in Semettschino die Christi-Geburts-Kirche (церковь Рождества Христова, zerkow Roschdestwa Christowa) neu errichtet. Sie trägt den gleichen Namen wie die erste, ebenso wie ihr Folgebau von (vermutlich) 1770 nicht erhaltene Kirche des Ortes, nach der er ursprünglich benannt war (Roschdestwenskoje von roschdestwo für Geburt).

## Wirtschaft und Infrastruktur
In Semettschino als Zentrum eines Landwirtschaftsgebietes mit überwiegendem Getreide- und Zuckerrübenanbau sowie Schweine- und Rinderhaltung gibt es Betriebe der Lebensmittel- und der Leichtindustrie.
Die Siedlung liegt an der auf diesem Abschnitt von der Kuibyschew-Eisenbahn betriebenen Strecke Kustarjowka – Wernadowka (Streckenkilometer 101), einer Querverbindung zwischen den Hauptstrecken Moskau – Rjasan – Rusajewka und Rjaschsk – Pensa. Straßenanschluss besteht in nordöstlicher Richtung über Wadinsk zur Fernstraße M5 Moskau – Samara – Tscheljabinsk sowie in südlicher Richtung über Baschmakowo zur R208, die Pensa mit dem benachbarten Oblastzentrum Tambow verbindet.